# Il cardinale Richelieu
Il cardinale Richelieu (Cardinal Richelieu) è un film del 1935 diretto da Rowland V. Lee. È la quarta trasposizione cinematografica di Richelieu, lavoro teatrale di Edward George Bulwer-Lytton. La pièce era andata in scena in prima a Londra il 7 marzo 1839.

## Produzione
Il film, prodotto dalla 20th Century Pictures, fu girato dal 28 gennaio al 25 febbraio 1935.

## Distribuzione
Il copyright del film, richiesto dalla 20th Century Pictures, Inc., fu registrato il 29 aprile 1935 con il numero LP5503.
Distribuito dall'United Artists, il film - presentato da Joseph M. Schenck - uscì nelle sale cinematografiche statunitensi il 28 aprile, dopo una prima tenuta a New York il 18 aprile 1935.

## Altre versioni
- Richelieu; or, The Conspiracy di J. Stuart Blackton (1910)
- Cardinal Richelieu's Ward di Eugene Moore (1914)
- Richelieu di Allan Dwan (1914)